# Siraha
Siraha (nep. सिराहा)  – miasto w południowo-wschodnim Nepalu; w prowincji numer 2. Według danych szacunkowych na rok 2011 liczyło 28 831 mieszkańców.